# 이스라엘 방송 기관
이스라엘 방송 기관(히브리어: רָשׁוּת השׁידוּר, Rashùt Ha-Shidúr, 영어: Israel Broadcasting Authority, IBA)은 이스라엘의 공영 방송이다. 1948년 3월 14일 이스라엘의 소리의 개국과 함께 설립되었으며, 이후 1951년에 이스라엘 방송 서비스(srael Broadcasting Service)로 변경하였고, 1965년 6월 6일에 현재의 이스라엘 방송 기관이 되었다. 2017년 5월 15일 이스라엘 방송 협회가 출범하면서 이스라엘 방송 기관은 폐국되었다.

## 라디오
IBA의 라디오 방송국은 산하에 이스라엘의 소리(Kol Yisrael, (קול ישראל)이란 방송국으로 운영되고 있다.

### 라디오 채널 목록
- Reshet Aleph(히브리어: 'רשת א, 네트워크 A): 종합 라디오 방송.
- Reshet Bet(히브리어: 'רשת ב, 네트워크 B): 뉴스, 시사, 토크 중심 방송.
- Reshet Gimmel(히브리어: 'רשת ג, 네트워크 C): 이스라엘 음악 방송.
- Reshet Dalet(히브리어: 'רשת ד, 아랍어: صوت إسرائيل بالعربية, 네트워크 D): 아랍어 방송. 아랍 음악 및 토크 중심의 방송이다.
- Reka(히브리어: רק”ע, 이스라엘국제방송): 이스라엘의 국제 방송. 14개의 언어로 방송하고 있다. "Kol Zion La-Golah" (“Voice of Israel abroad") 또는 Reshet Heh(히브리어: רשת ה', 네트워크 E)라고도 부른다.
- 88 FM: 재즈, 블루스, 일렉트로니카 등 음악 FM 방송.
- Kol Ha-Musika (“음악의 소리”): 클래식 음악 방송.
- Kol Ha-Kampus (“캠퍼스의 소리”) : Kol Yisrael과 이스라엘 대학의 공동으로 설립된 대학 교육 방송.

## 텔레비전
IBA의 텔레비전 방송은 1968년 5월 2일에 시작되었다. 이는 이스라엘에서 두번째로 개국한 채널이었다. (최초는 이스라엘 교육 텔레비전 (IETV)이다.) 개국 이후 채널 1에서 IETV와 교대로 방송을 하였다.

### 텔레비전 채널
- 채널 1 (이스라엘)(히브리어: הערוץ הראשון) : IBA의 종합 채널. 1990년대 초까지 이스라엘의 유일한 텔레비전 채널이었다. "Ha-Televizia Ha-israelit”(이스라엘 텔레비전)이라고도 불렀다. 평일 낮 시간대 일부는 IETV가 대신 방송되었다. 폐국 후 KAN 11로 변경되었다.
- 채널 33(히브리어: ערוץ 33) : 뉴스 중심의 아랍어 채널. 폐국 후 Makan 33로 변경되었다.

### 컬러 텔레비전
컬러 텔레비전 도입 당시 이스라엘의 총리인 골다 메이어는 컬러 텔레비전이 사회적 격차를 증가시키고 사치 풍조를 조장한다는 이유로 오랫동안 컬러 텔레비전이 도입되지 않았다.
당시 이스라엘 국내 프로그램은 흑백 카메라로 촬영되었으나, 미국과 영국 등의 외국산 프로그램을 방송할 때는 컬러로 방송되었다. 인근의 요르단과 이집트의 텔레비전 방송국은 이미 1974년에 컬러 텔레비전 방송을 실시하였다. 여기에 정부는 송출 단계에서 외국산 프로그램의 컬러 영상을 흑백 영상으로 전환시키는 시스템을 갖추었는데 이를 “컬러 킬러(en:Colour Killer)”, mekhikon(히브리어: מחיקון, ”지우개”)라고 불렀다. 그래서 컬러 텔레비전을 보유하던 사람들이 컬러 방송을 볼 수 없게 되자, 컬러 방송을 보기 위해 흑백 영상으로 전환된 신호를 컬러 신호로 환원시키는 Anti-mekhikon이란 장비가 나오기도 하였다.
1977년에 유로비전 송 콘테스트 1977에서 부분적인 컬러 송출이 허용되었고, 이후에 이집트의 대통령 안와르 엘 사다트의 이스라엘 방문 중계, 1979년 3월의 유로비전 송 콘테스트 1979 방송에서 컬러로 생방송을 진행하였다. 1983년에 들어서면서 공식적으로 컬러 방송을 송출하였다.

## 같이 보기
- 이스라엘국제방송